# جوتای
جوتای (به پرتغالی: Jutaí) یک منطقهٔ مسکونی در برزیل است که در آمازوناس (برزیل) واقع شده‌است. جوتای ۶۹٬۵۵۲ کیلومتر مربع مساحت و ۱۳٬۸۸۶ نفر جمعیت دارد و ۷۰ متر بالاتر از سطح دریا واقع شده‌است.